# Damnation
Damnation är ett studioalbum av det svenska progressiv death metal-bandet Opeth. Albumet spelades in samtidigt med inspelningen av albumet Deliverance under sommaren 2002 i Nacksving Studio och i Studio Fredman i Göteborg. Damnation är det tredje av Opeths album (efter Deliverance och Blackwater Park) som bandet spelade in i samarbete med Porcupine Trees frontman Steven Wilson. Större delen av sången på albumet spelades in i Wilsons studio No Mans Land i London. Till skillnad från resten av Opeths diskografi (fram till Heritage ) innehåller Damnation inga death metal-inslag, såsom growl och hårt distade gitarrer, utan endast lugna låtar. Deliverance släpptes den 22 april 2003 av Koch Records och Music for Nations.

## Inspelning
Opeth spelade in albumen Deliverance och Damnation samtidigt.
Inför inspelningen var endast två låtar klara, och inga texter hade skrivits. Bandet anlände till Nacksving studio på kvällen den 22 juli 2002, och påbörjade arbetet med inspelningen dagen därpå. De sov på luftmadrasser på golvet i studion. Redan från början av inspelningen drabbades de av massor med problem: saker gick sönder, datorn strejkade, trummikrofoner byttes ut utan att någon i bandet informerades, osv. Bandet tappade snabbt förtroendet för ljudteknikern Isak Edh, som enligt frontmannen Mikael Åkerfeldt tillbringade största delen av tiden på puben och inte var mycket till hjälp med de tekniska problemen och svårigheterna. På grund av alla problem var de tvungna att jobba näst intill oavbrutet med inspelningen, med 5-6 timmars sömn varje natt. Av en slump mötte de Fredrik Nordström, som driver Studio Fredman, på krogen, och han hjälpte till med inspelningen av gitarren. Inspelningen av trummorna på Deliverance tog ungefär tio dagar och inspelningen av trummorna på Damnation tog ungefär ytterligare fem dagar. Inför inspelningen av Damnation-låtarna mickade de om trumsetet för att få ett mer "gammalt" ljud.
Bandet kände att situationen i Nacksving studio blev allt mer ohållbar och kontaktade Studio Fredman och frågade om de kunde få flytta över till deras studio och slutföra inspelningen, vilket de fick. Inspelningen av elbasen var de tvungna att klara av på två dagar. Mikael Åkerfeldt och basisten Martin Mendez satt uppe hela nätterna för att klara av detta, och till slut var de så trötta att de skrattade åt i princip vad som helst. Under de tio sista dagarna av inspelningen var Porcupine Trees frontman Steven Wilson, som också medverkat vid inspelningen av Blackwater Park, med i studion. Han producerade rensången, och bidrog även på klaviatur och bakgrundssång. Texterna till låtarna skrev Åkerfeldt i studion. Inspelningen av growlsången tog 6-7 timmar. Allra sist spelade bandet in gitarrsolona: först Peter Lindgren och sedan Åkerfeldt. Framåt slutet av inspelningen var Åkerfeldt väldigt trött. Mixningen sköttes av Andy Sneap, och Åkerfeldt blev väldigt nöjd med resultatet. Största delen av sången på Damnation spelades in i Wilsons studio No Mans Land i London.

## Utgivning
Damnation" släpptes den 22 april 2003 på Koch Records och Music for Nations.

## Låtlista
| Nr | Titel                     | Längd |
| -- | ------------------------- | ----- |
| 1. | Windowpane                | 7:45  |
| 2. | In My Time of Need        | 5:49  |
| 3. | Death Whispered a Lullaby | 5:49  |
| 4. | Closure                   | 5:15  |
| 5. | Hope Leaves               | 4:30  |
| 6. | To Rid the Disease        | 6:21  |
| 7. | Ending Credits            | 3:39  |
| 8. | Weakness                  | 4:10  |

Källa

## Medverkande
Opeth
- Mikael Åkerfeldt – sång, gitarr
- Peter Lindgren – gitarr
- Martin Mendez – elbas
- Martin Lopez – trummor, slagverk

Gästartist
- Steven Wilson – klaviatur

Produktion
- Producerad av Mikael Åkerfeldt och Steven Wilson
- Inspelad av Isak Edh, Fredrik Nordström och Steven Wilson
- Mixad av Steven Wilson och Opeth